# قرار مجلس الأمن التابع للأمم المتحدة رقم 1722
قرار مجلس الأمن التابع للأمم المتحدة رقم 1722، الذي تم تبنيه بالإجماع في 21 نوفمبر 2006، بعد التذكير بالقرارات السابقة بشأن النزاعات في يوغوسلافيا السابقة، بما في ذلك القرارات 1031 (1995)، 1088 (1996)، 1423 (2002)، 1491 (2003)، 1551 (2004) و1575 (2004) و1639 (2005)، مدد المجلس ولاية عملية ألثيا في البوسنة والهرسك كخليفة قانوني لقوة تحقيق الاستقرار لمدة اثني عشر شهرًا أخرى.

## القرار

### أعمال
عمل المجلس بموجب الفصل السابع من ميثاق الأمم المتحدة، وذكّر أطراف اتفاقية دايتون بمسؤوليتهم عن تنفيذ الاتفاقية. وأكد دور الممثل السامي للبوسنة والهرسك في رصد تنفيذه. كما أولى أهمية للتعاون مع المحكمة الجنائية الدولية ليوغوسلافيا السابقة.
وأشاد مجلس الأمن بالدول المشاركة في قوة الاتحاد الأوروبي ومدد المهمة لمدة اثني عشر شهرًا أخرى. كما سمح باستخدام التدابير اللازمة، بما في ذلك استخدام القوة والدفاع عن النفس، لضمان الامتثال للاتفاقيات وسلامة وحرية تنقل أفراد قوة الاتحاد الأوروبي أو الناتو. تنطبق جميع الاتفاقات على مهمة المتابعة.
كما رحب القرار بنشر بعثة الشرطة التابعة للاتحاد الأوروبي في البوسنة والهرسك منذ الأول من يناير 2003، والتي حلت محل بعثة الأمم المتحدة في البوسنة والهرسك. وأخيراً، طلب من الأمين العام كوفي عنان أن يقدم تقريراً عن التقدم الذي أحرزه الطرفان في تنفيذ اتفاقات السلام بينهما.

## روابط خارجية
- نص القرار في undocs.org